# I Saw Her Standing There
«I Saw Her Standing There» es una canción de la banda británica de rock The Beatles escrita y compuesta por John Lennon y Paul McCartney, siendo el tema que inicia el álbum debut, Please Please Me, publicado en el Reino Unido por el sello Parlophone el 22 de marzo de 1963.
Capitol Records publicó la canción en Estados Unidos en diciembre de 1963 como lado B del primer sencillo de The Beatles en la casa discográfica, «I Want to Hold Your Hand». Mientras que el lado A llegó a alcanzar el n.º 1 en la lista estadounidense de Billboard por siete semanas desde el 18 de enero de 1964, «I Saw Her Standing There» entró en el Billboard Hot 100 el 8 de febrero de 1964, para quedarse allí durante once semanas, durante las cuales alcanzaría la posición n.º 14. La canción estaría por solo una semana en el n.º 100 en la lista de Cashbox, el mismo día de su debut en el Billboard. La revista Rolling Stone la clasificó en 2004 en el puesto 139.º en su lista de las 500 mejores canciones de todos los tiempos, aunque en su lista revisada de 2011 la bajó al 140.º puesto.

## Composición
La canción fue escrita principalmente por Paul McCartney. Originalmente titulada "Seventeen", fue concebida aparentemente por McCartney mientras conducía a casa desde un concierto de los Beatles en Southport, Lancashire, como una toma moderna de la canción tradicional "As I Roved Out", una versión de "Seventeen Come Sunday" que había oído en Liverpool en 1960. Según el biógrafo de los Beatles Mark Lewisohn, McCartney trabajó los acordes y los cambios para la canción en una guitarra acústica, en la casa de la familia de su amigo de Liverpool y músico del compañero Rory Storm en la misma noche, el 22 de octubre de 1962. Dos días más tarde, McCartney estaba escribiendo las líneas para la canción durante una visita a Londres con su entonces novia Celia Mortimer, que tenía diecisiete años en ese momento. La canción se completó un mes más tarde en casa de McCartney en Forthlin Road con Lennon.
McCartney describió más tarde en "Beat Instrumental" cómo se dedicó a la composición de la canción: "He aquí un ejemplo de como tomar prestado algo de alguien más: "usé el riff de bajo de 'Talkin' About You' de Chuck Berry en 'I Saw Her Standing There'. Toqué exactamente las mismas notas y encajó en el nuestro perfectamente, incluso ahora, cuando le cuento a la gente, creo que pocos me creen, por lo tanto, sostengo que un riff de bajo no tiene que ser original"
La letra fue escrita en un libro de ejercicios del Instituto de Liverpool. En un libro del hermano de McCartney, Mike McCartney, incluye una fotografía de Lennon y McCartney escribiendo la canción mientras rasgueaba las guitarras y leía el libro de ejercicios. Era típico de Lennon y McCartney trabajar en sociedad, como McCartney comentó más adelante: "Cuando le mostré a John la línea "She was just seventeen / She'd never been a beauty queen", él gritó de la risa y dijo: "Estás bromeando sobre esa línea, ¿no?". Lo cambiamos por "You know what I mean", lo que fue bueno, porque no sabes a lo que me refiero. "Fue una de las primeras veces que fue "¿Qué? Debes cambiar eso". Lennon dijo: "Ese es Paul haciendo su buen trabajo de producir lo que George Martin solía llamar un "potboiler" .Ya ayudé con un par de letras". El crédito de composición en las notas de "Please, Please Me" es "McCartney- Lennon" que difiere del más familiar "Lennon-McCartney" que aparece en los lanzamientos posteriores.

## Grabación
La versión presentada en el sencillo fue grabado en diez tomas el 11 de febrero de 1963 en los EMI Studios (posteriores Abbey Road Studios) de Londres. 
Fue escrita principalmente por Paul McCartney alrededor de septiembre de 1962.
El texto original decía «She was just seventeen / She'd never been a beauty queen» pero a sugerencia de John Lennon fue cambiada a «She was just seventeen / You know what I mean» lo que da un sentido menos meloso a la letra, ya que pensaba que si escribían este tipo de canciones, iban a terminar mal, así que tuvieron que buscar en el diccionario, hasta encontrar «mean» que rimaba con «seventeen».
La parte inicial («one, two, three, four!») fue incluida queriendo dar la impresión de estar escuchando una presentación en vivo.

## En directo
«I Saw Her Standing There» fue una de las canciones más interpretadas en directo por el grupo. La tocaron en casi todos los conciertos celebrados en las diferentes giras que hicieron desde finales de 1962 hasta 1964. A partir de 1965 ya no se la incluyó en el repertorio en directo del grupo.
Posteriormente, Paul McCartney ha seguido tocando la canción en sus conciertos en solitario hasta la actualidad.

## Lanzamiento
- Fue originalmente lanzado en el álbum Please Please Me en el Reino Unido en 1963.
- También fue lanzado como lado B del sencillo «I Want to Hold Your Hand» en los Estados Unidos.
- Formó parte del segundo álbum de Estados Unidos (Meet the Beatles!), lanzado en enero de 1964.
- Apareció su toma 9 en el sencillo de "Free as a Bird" como un lado B.

## Personal
El personal utilizado en la grabación de la canción fue el siguiente:
The Beatles
- Paul McCartney – voz principal, bajo (Höfner 500/1 61´), palmas.
- John Lennon – guitarra eléctrica rítmica (Rickenbacker 325c58), armonía vocal, palmas.
- George Harrison – guitarra eléctrica líder (Gretsch Duo Jet), palmas.
- Ringo Starr – batería (Premier Duroplastic Mahoganny), palmas.
- Productor: George Martin
- Ingeniero: Norman Smith